# Girl Online
Girl Online es una novela firmada por la celebridad inglesa de internet Zoe Sugg, publicada el 25 de noviembre de 2014 a través de Penguin Books. La novela romántica y de drama está dirigida a un público de jóvenes-adultos y se centra en una bloguera anónima de dieciséis años de edad, y lo que sucede cuando su blog se hace viral. La novela Best Seller en New York Times en la categoría Young Adult. El libro se convirtió en la obra que más rápido se vendió en el año 2014, además, rompió récord de ventas a la primera semana de su lanzamiento.

## Argumento
Penny tiene un secreto. Con el nombre de GirlOnline, tiene un blog donde escribe lo que piensa sobre la amistad, los dramas de instituto, los chicos, su familia y, últimamente, también sobre las crisis de ansiedad que han empezado a fastidiarle la vida. Cuando la cosa amenaza con ponerse fea, sus padres deciden enviarla a Nueva York para que cambie de aires. Allí conoce a Noah, un guitarrista tremendamente guapo del que no puede evitar quedarse pillada. Penny se está enamorando. Y, por supuesto, lo cuenta todo en su blog. Lo que no sabe Penny es que Noah también tiene un secreto, un secreto que amenaza con desvelar la verdadera identidad de GirlOnline y arruinar su blog, y su amistad, para siempre. 

## Antecedentes
Mientras varios medios han afirmado que la novela está basada en la vida de Zoella, Sugg ha declarado que el libro es "de ningún modo autobiográfico".

### Autoría
Penguin declaró que "Sugg no escribió Girl Online por su cuenta", declarando que  "ha trabajado con un equipo editorial de expertos para ayudarla a dar vida a sus personajes y experiencias en una historia conmovedora y convincente".